# Speak Softly Love
Speak Softly Love est une chanson américaine initialement interprétée par Andy Williams et reprenant un thème musical  de la trame sonore du film Le Parrain composée par Nino Rota. Les paroles anglaises sont de Larry Kusik (en).  
Nino Rota avait déjà utilisé le même thème musical dans le film de 1958, Fortunella, ce qui empêche la bande originale de concourir à l'Oscar de la meilleure musique de film en 1972. Speak Softly Love est reprise, avec quelques modifications, dans la bande originale du Parrain, 2e partie en 1974, laquelle reçoit cette fois-ci l'Oscar. Speak Softly Love est devenue un standard, repris par de nombreux artistes. 
La version d'Andy Williams a été vendue à plus de 500 000 exemplaires, devenant disque d'or en 1972.
Dalida, la même année, a repris la chanson dans une adaptation en français signée Boris Bergman et intitulée Parle plus bas.  Cette version s'est écoulée à plus de 300 000 exemplaires en France.  Par la suite, Tino Rossi et les Compagnons de la chanson reprendont la chanson à leur tour. Speak Softly Love est aussi adaptée en italien par Gianni Boncompagni sous le titre Parla Più piano et notamment interprétée par Gianni Morandi et Johnny Dorelli. 

## Versions
Enregistrée en anglais (sauf mentions contraires) par, :
- Roberto Alagna (en italien : Parla più piano, paroles de Gianni Boncompagni)
- Herb Alpert (instrumental : Love Theme from "The Godfather")
- Jonathan Ansell (en)
- Luis Bacalov (instrumental : Love Theme from "The Godfather")
- Shirley Bassey
- Tony Bennett
- Acker Bilk (instrumental : Love Theme from "The Godfather")
- Ken Boothe
- Patrizio Buanne (en) en italien : Parla più piano, paroles de Gianni Boncompagni)
- Eddie Calvert (en) (instrumental : Love Theme from "The Godfather")
- Les Compagnons de la chanson (en français : Parle plus bas, paroles de Boris Bergman)
- Harry Connick Jr.
- Jason Kouchak
- Ray Conniff
- Don Costa (instrumental : Love Theme from "The Godfather")
- Nikka Costa
- Dalida (en français : Parle plus bas, paroles de Boris Bergman)
- Franc D'Ambrosio (pt) (en sicilien : Brucia la terra, paroles de Kaballà (it))
- Junior Delgado
- Fantômas
- Ferrante & Teicher (en) (instrumental : Love Theme from "The Godfather")
- Patrick Fiori (en français : Parle plus bas, paroles de Boris Bergman)
- Francesca Guadagno (it) (en italien : Parla più piano, paroles de Gianni Boncompagni)
- Hot Club of Detroit (instrumental : Love Theme from "The Godfather")
- Engelbert Humperdinck
- Katherine Jenkins (en italien : Parla più piano, paroles de Gianni Boncompagni)
- Jonas Kaufmann (en italien : Parla più piano, paroles de Gianni Boncompagni)
- Tereza Kesovija (en serbo-croate : Govori Tiše)
- Laurent Korcia (instrumental : Love Theme from "The Godfather")
- Marie Laforêt (en français : Parle plus bas, paroles de Boris Bergman)
- James Last (instrumental : Love Theme from "The Godfather")
- Georgette Lemaire (en français : Parle plus bas, paroles de Boris Bergman)
- Mantovani (instrumental : Love Theme from "The Godfather")
- Al Martino
- Johnny Mathis
- Paul Mauriat (instrumental : Love Theme from "The Godfather")
- Luis Miguel (en espagnol : Amor háblame dulcemente)
- Matt Monro
- Gianni Morandi (en italien : Parla più piano, paroles de Gianni Boncompagni)
- Jim Nabors
- Tom Netherton (en)
- Fausto Papetti (instrumental : Love Theme from "The Godfather")
- Luciano Pavarotti
- Tino Rossi (en français : Parle plus bas, paroles de Boris Bergman)
- Nino Rota (instrumental : Love Theme from "The Godfather")
- Richard Sanderson
- Santo & Johnny (instrumental : Love Theme from "The Godfather")
- Lalo Schifrin (instrumental : Love Theme from "The Godfather")
- Sofia Rotaru (en ukrainien : Skazhi schyo lyubish)
- Slash (Guns N' Roses)
- Tokyo Ska Paradise Orchestra
- Ornella Vanoni (en italien : Parla più piano, paroles de Gianni Boncompagni)
- Alexandre Vertinski (en russe : )
- Bobby Vinton
- Scott Walker
- Wess
- Andy Williams
- Joey DeFrancesco (version jazz)
- The Puppini Sisters (en français)